# Castropodame

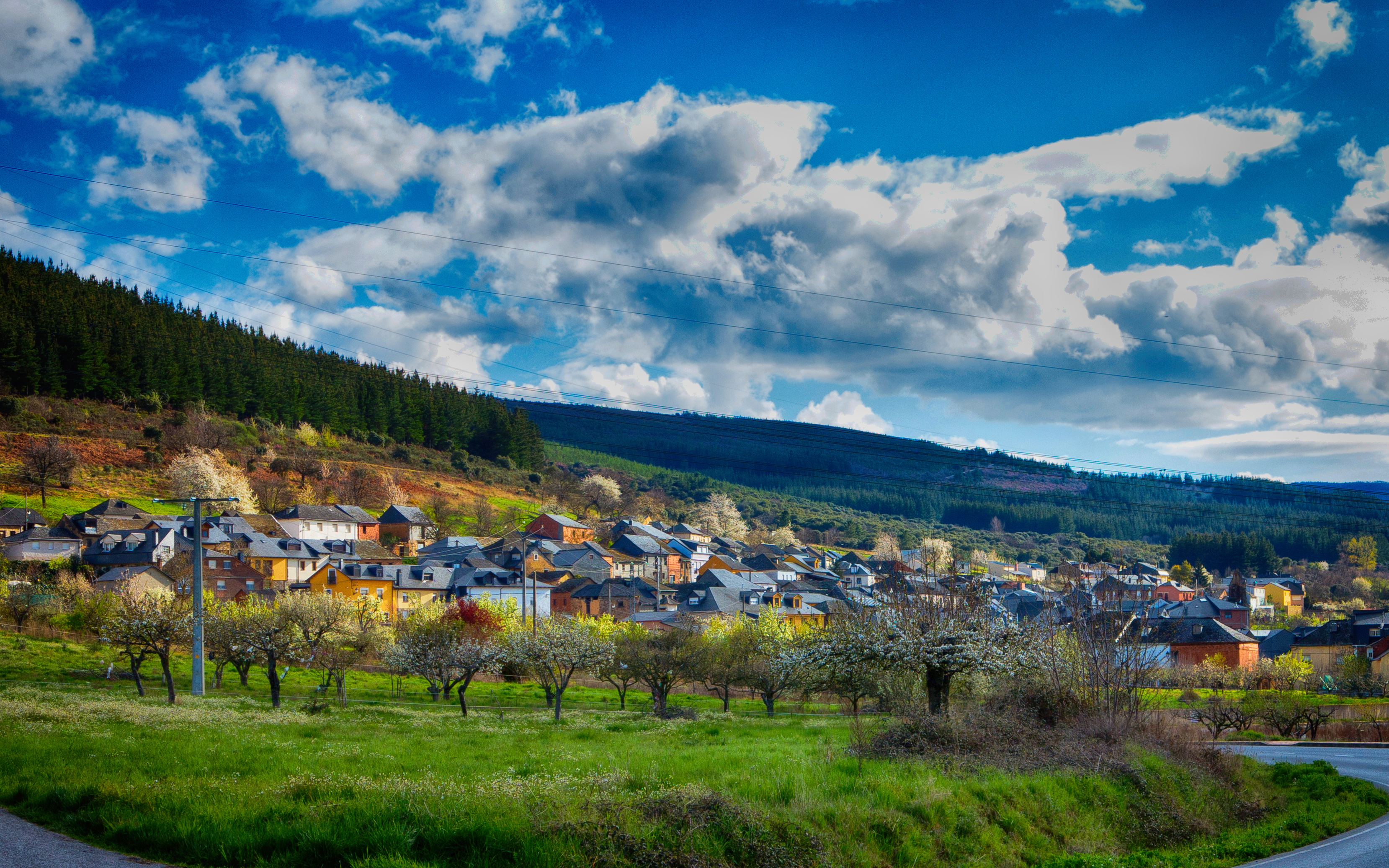
Zicht op de plaats

Castropodame is een gemeente in de Spaanse comarca El Bierzo van de provincie León in de autonome regio Castilië en León met een oppervlakte van 59,60 km². Castropodame telt 1.714 inwoners (1 januari 2016).